# Heather Haase
Heather Haase (* 11. Mai 1972 in Santa Monica, Kalifornien) ist eine ehemalige US-amerikanische Kinderdarstellerin, Schauspielerin und Location Managerin.

## Leben
Haase hatte 1980 ihr Spielfilmdebüt in der im Abspann nicht genannten Rolle der jungen Judy Benjamin, gespielt von Goldie Hawn. 1983 war sie in einem Fernsehspecial mit Goldie Hawn und Barry Manilow zu sehen. Für ihre Darstellung in dem mit einem Emmy prämierten Special erhielt sie eine Nominierung für den Youth In Film Award. Bei insgesamt vier Nominierungen während ihrer Karriere konnte sie den Preis jedoch nie gewinnen. Sie hatte Gastrollen in verschiedenen Fernsehserien und spielte mit Meine teuflischen Nachbarn und Gremlins 2 – Die Rückkehr der kleinen Monster in zwei aufeinanderfolgenden Joe-Dante-Filmkomödien. Ihre Schauspielkarriere ging Anfang der 1990er Jahre langsam zu Ende. Ab Mitte der 2000er Jahre war sie hinter der Kamera als Location Managerin tätig, unter anderem für Spielfilmproduktionen wie Nacho Libre, Transformers und G.I. Joe – Geheimauftrag Cobra sowie Fernsehserien wie Alias – Die Agentin, Glee und Bones – Die Knochenjägerin.

## Filmografie (Auswahl)
- 1980: Schütze Benjamin (Private Benjamin)
- 1983: Hart aber herzlich (Hart to Hart, Fernsehserie, Episode 5x11)
- 1984: Hard to Hold
- 1986: Der stählerne Adler (Iron Eagle)
- 1989: Meine teuflischen Nachbarn (The ’Burbs)
- 1990: Gremlins 2 – Die Rückkehr der kleinen Monster (Gremlins 2 – The New Batch)
- 1991: Unser lautes Heim (Growing Pains, Fernsehserie, Episode 7x12)
- 1992: Lederjacken – Sie kennen kein Gesetz (Leather Jackets)
- 1993: Dream Rider – Ohne fremde Hilfe (Dream Rider)

## Auszeichnungen
Youth In Film Award
- 1983: Nominierung als Best Young Actress in a Television Special in Goldie and Kids: Listen to Us
- 1987: Nominierung als Exceptional Performance by a Young Actress in a Supporting Role – TV Special or Movie of the Week in Maricela
- 1988: Nominierung als Best Young Actress – Guest Starring in a Television Drama in The Twilight Zone
- 1989: Nominierung als Best Young Actress Guest Starring in a Drama or Comedy Series in Superboy